# تاچر (کلرادو)
تاچر (به انگلیسی: Thatcher) یک منطقهٔ مسکونی در ایالات متحده آمریکا است که در شهرستان لاس انیماس، کلرادو واقع شده‌است.